# Пархоменко Олександр Якович
Олекса́ндр Я́кович Пархо́менко — учасник бойових дій в Україні 1917–1921 роках, червоний командир українського походження.

## Біографія
Народився 12 (24) грудня 1884 року в родині сільського гончара в селі Макарів Яр (нині — Луганська область).
З 1900 року працював на заводах Донбасу.
Як стверджують радянські джерела, член РСДРП з 1904 року.
В червні 1917 року призначений начальником штабу Червоної гвардії Луганська.
1918 року — заснував першу радянську міліцію в Луганську. Зголом — особливий уповноважений П'ятої Червоної армії, член Революційної військової ради Десятої армії.
1919 року — начальник більшовицького гарнізону Харкова, потім у Першій кінній армії.
1920 року — комендант Ростова-на-Дону, командир 14-ї Майкопської кавалерійської дивізії.
Загинув, згідно з узвичаєною версією, 3 січня 1921 року в бою із загоном махновців поблизу села Бузівка (нині — Уманський район, Черкаська область). Наразі існує версія загибелі під час бою з загоном повстанського отамана Миколи Кібця-Бондаренка, який сам загинув у тому ж бою, хоча в радянській літературі тривалий час поширювалася версія, що Пархоменка вбили махновці..
Нагороджено двома орденами Червоного Прапора.
Після революції увійшов до пантеону найшанованіших в СРСР героїв. Ім'ям Пархоменка названо населені пункти, вулиці, підприємства.
1942 — знято фільм «Олександр Пархоменко».
В лютому 2015 року в Житомирі демонтовано пам'ятник Олександру Пархоменку.
18 вересня 2020 року відбулось позачергове засідання виконавчого комітету Житомирської міської ради, на якому було надано дозвіл КП «Зеленбуд» передати Сумській обласній раді погруддя Олександра Пархоменка, яке було демонтоване у рамках декомунізації.

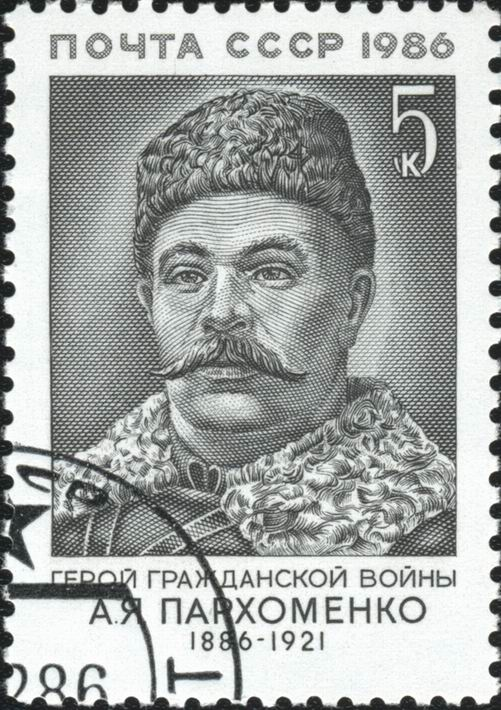
Марка СРСР, 1986 р.
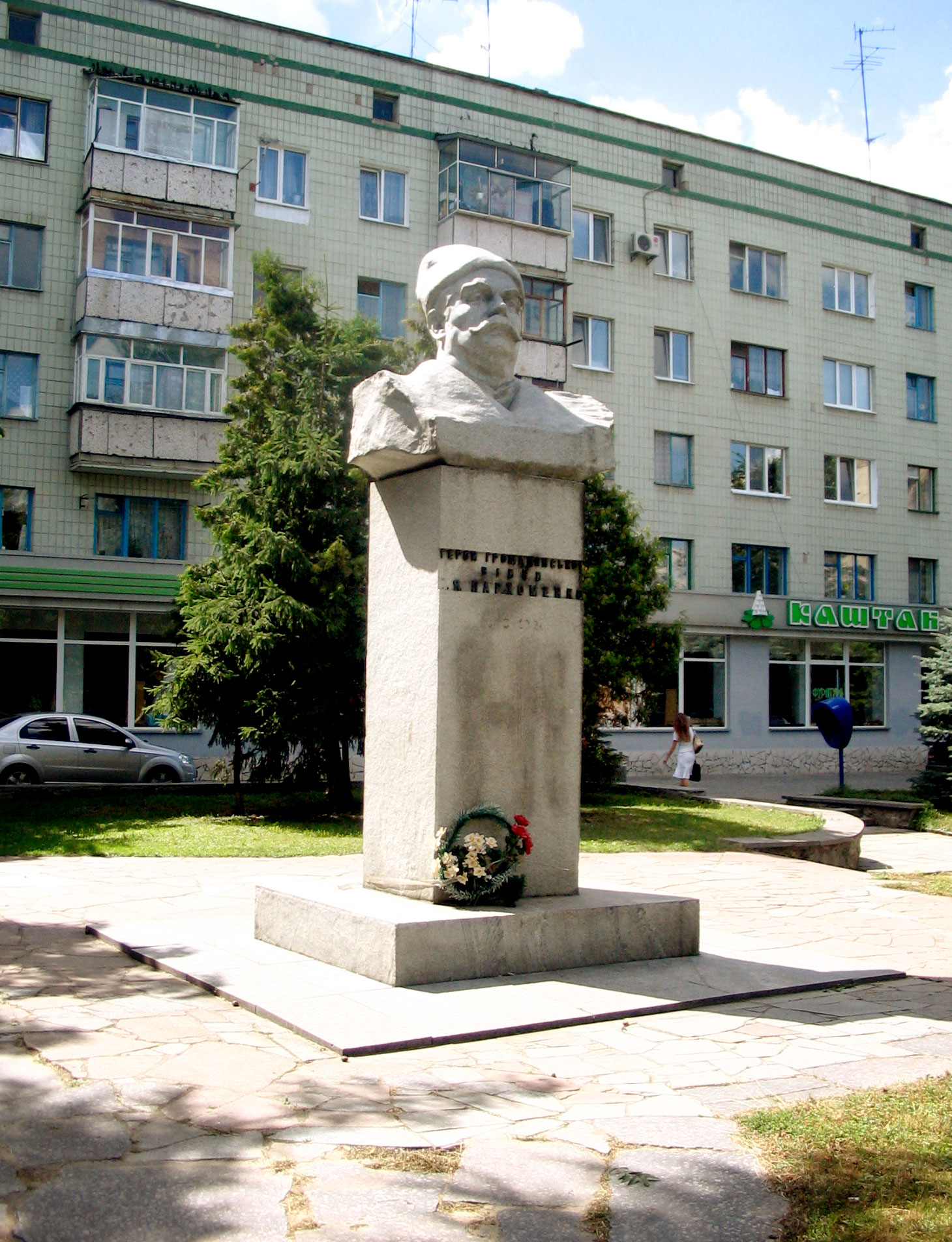
Пам'ятник О. Пархоменку в Житомирі (знесений 2015)
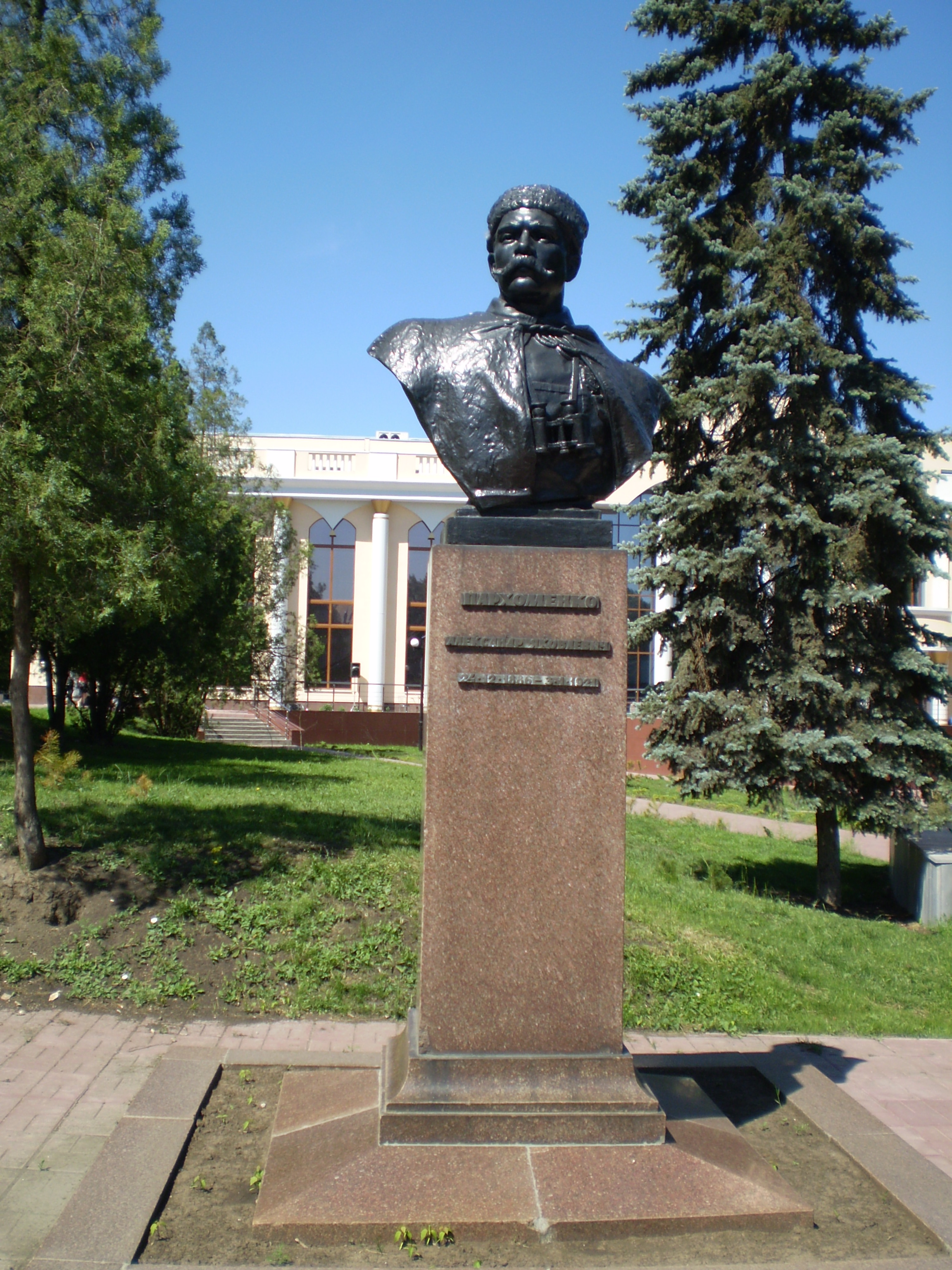
Могила Пархоменка в сквері Революції в Луганську